# Атанас Фурнаджиев
Атанас (Тасе) Марков Фурнаджиев е български революционер, разложки войвода на Вътрешната македоно-одринска революционна организация.

## Биография
Атанас Фурнаджиев е роден през 1882 година в Банско, тогава в Османската империя. Завършва прогимназия в Банско, американското училище в Самоков, където се присъединява към ВМОРО. До 1903 година е терорист и куриер на организацията и пренася оръжие и боеприпаси за четите. През Илинденско-Преображенското въстание е войвода на чета в Разложко, с която води сражения при Белица и Бачево.
След потушаването на въстанието емигрира в САЩ, откъдето се завръща през 1912 година и участва в Балканска война.
Атанас Фурнаджиев умира през 1940 година в Чепино.

## Въж също
- Никола Фурнаджиев